# André Bernard Potocki
Andrzej Bernard Potocki né en 1801 et mort le 14 février 1874 à Berlin, est un aristocrate, écrivain, éditeur et libraire polonais.

## Biographie
Fils de Jan Potocki et Konstancja Potocka, Andrzej Bernard est le premier garçon né du couple, auprès de ses sœurs Irena et Teresa.
Il épouse en 1825, au palais de Konarzew (Grande-Pologne), Klaudyna née Działyńska.
Auteur de la première traduction du Coran en langue polonaise.

## Publications
- Voyage dans une partie de l'Italie, Posen, (1825)
- Quelques réflexions sur la lettre adressée par Mr. Breza à Mr. Mikorski, Posen, (1842)

traduction
- Koran przekład na język polski, la première traduction du Coran en polonais (inachevé)